# Wardyń Dolny
Wardyń [pronunciación en polaco: /ˈvardɨɲ dɔlnɨ/] (en alemán: Groß Wardin) es un asentamiento ubicado en el distrito administrativo de Gmina Połczyn-Zdrój, dentro del condado de Świdwin, Voivodato de Pomerania Occidental, en el noroeste de Polonia. Se encuentra a unos 7 kilómetros al oeste de Połczyn-Zdrój, a 16 kilómetros al este de Świdwin, y a 102 kilómetros al noreste de la capital regional Szczecin.
El asentamiento tiene una población de 200 habitantes.